# Club Billar Barcelona
El Club Billar Barcelona és un club de billar de la ciutat de Barcelona, Catalunya.
Va ser fundat l'any 1928 amb el nom de Billar Club Barcelona essent-ne el primer president fou Josep Pons. Des dels seus inicis fins a principis dels anys 50 fou la seu de les federacions catalana i espanyola de billar. L'any 1930 organitzà per primera vegada un Campionat del Món. Membres del club foren els campions del món Enric Miró (1931), Claudi Puigvert (1934), Ricard Fernández (1974), Xavier Fonellosa (1993, 1994, 1995) o els campions d'Europa Claudi Nadal (1979) i Xavier Fonellosa (1995). El club es proclamà campió d'Europa a tres bandes en set ocasions i d'Espanya, més de vint vegades. S'encarregà de l'organització del Trofeu Ciutat de Barcelona de billar.